# Fritz Wiese (Rennfahrer)

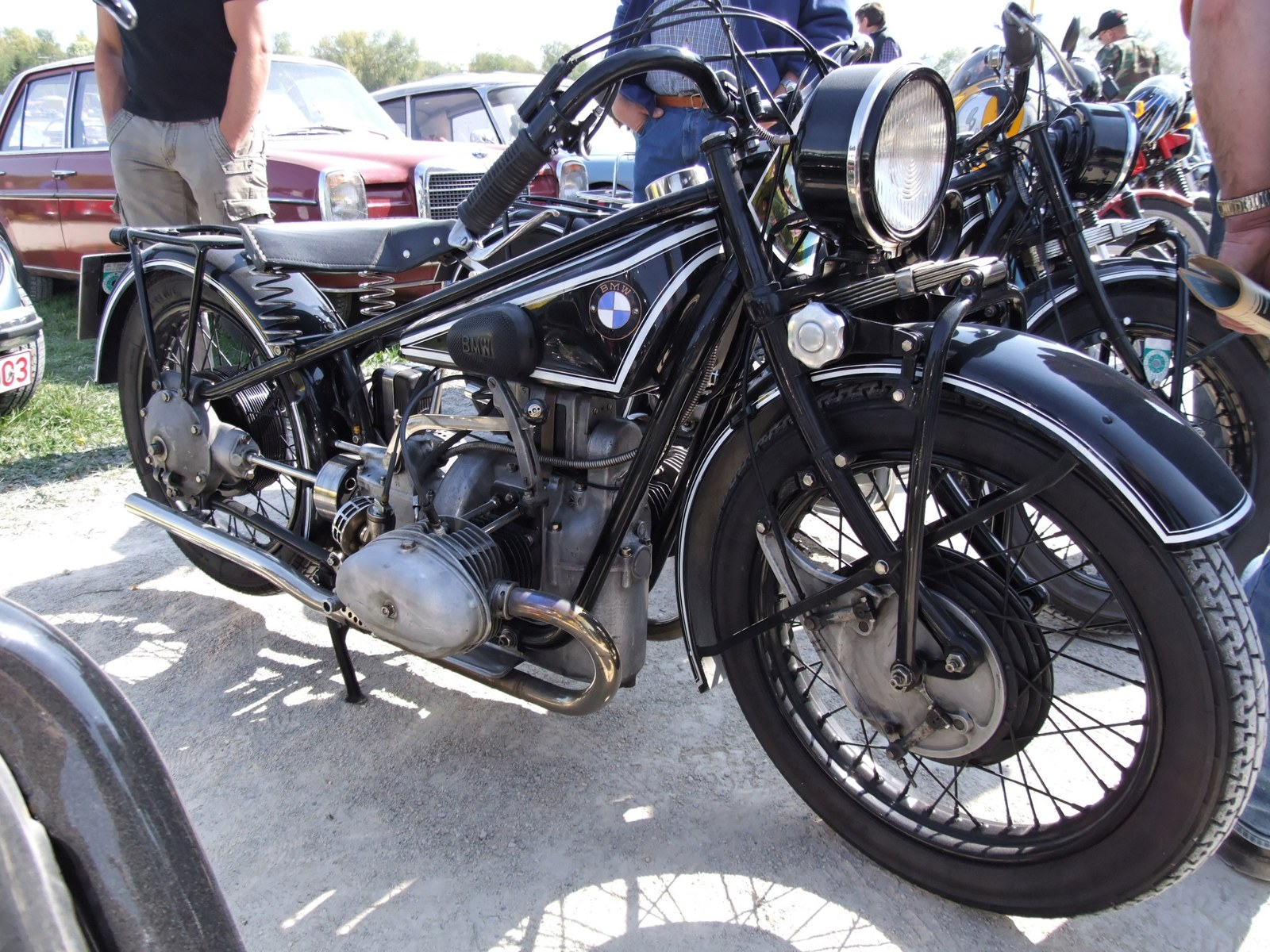
BMW R 63 (1928)

Fritz Wiese (* 1898 oder 1899, † um 1975) war ein deutscher Motorradrennfahrer und Bobfahrer.

## Karriere
Die Rennfahrerlaufbahn von Fritz Wiese aus Hannover begann 1923 auf NSU. Am 23. November 1923 war er Gründungsmitglied des Hannoverschen Motorsport Clubs. 1927 beim Eifelrennen auf dem Nürburgring gewann er auf Harley-Davidson die Klasse der Motorräder über 600 cm³ mit Seitenwagen. Er fuhr die sechs Runden bzw. 169,8 km auf dem Gesamtkurs in 2:18:10,3 Stunden. 1928 belegte er auf BMW R 63 beim Gabelbachrennen bei Ilmenau in der Klasse bis 1000 cm³ Rang zwei hinter Fritz Heck (Harley-Davidson). 1929 wurde er Zweiter beim Großen Preis von Deutschland auf dem Nürburgring. 1930 gewann er auf der 1000er BMW den Großen Preis und siegte auch beim Meisterschaftslauf in Königsbrück sowie bei einem weiteren Meisterschaftslauf 1930 auf dem Nürburgring. Außerdem war er unter anderem Zweiter beim Eilenriede-Rennen in Hannover und auf dem Schottenring. 1931 und 1932 siegte er jeweils mit einer 1000er BMW  beim Avus-Rennen in Berlin. Seine schnellste Runde auf der Avus fuhr er 1932 mit einer Durchschnittsgeschwindigkeit von 153 km/h.
Anfang der 1930er-Jahre wurde er Werksfahrer bei BMW.
Nach dem Ende seiner Laufbahn als Rennfahrer war Wiese ab 1932 bei Continental in Hannover in der Renndienstabteilung tätig, die er bis zu seiner Pensionierung Ende 1964 leitete. An der Entwicklung von Reifen für Rennwagen und Motorräder hatte er großen Anteil, vor allem in den 1950er-Jahren, als beispielsweise die Werksmaschinen von NSU dominierten und Werner Haas (1953 und 1954) drei Weltmeistertitel auf Continental-Reifen gewann.
Fritz Wiese war auch Bobsportler. 1933, 1934 und noch einmal 1951 gewann er für die SG Hahnenklee startend die Deutsche Meisterschaft im Viererbob. 1931 hatte er bereits im Vierer den Junioren-Titel gewonnen.

## Statistik

### Erfolge
- 1930 – Deutscher Meister Klasse über 500 cm³ auf BMW

### Rennsiege
| Jahr | Klasse   | Maschine | Rennen                       | Strecke     |
| ---- | -------- | -------- | ---------------------------- | ----------- |
| 1930 | 1000 cm³ | BMW      | Großer Preis von Deutschland | Nürburgring |
| 1932 | 1000 cm³ | BMW      | AVUS-Rennen                  | AVUS        |

## Verweise